# Джирелли, Леопольдо
Леопольдо Джирелли (итал. Leopoldo Girelli; род. 13 марта 1953, Предоре, Италия) — итальянский прелат и ватиканский дипломат. Титулярный архиепископ Капре с 13 апреля 2006. Апостольский нунций в Индонезии с 13 апреля 2006 по 13 января 2011. Апостольский нунций в Восточном Тиморе с 10 октября 2006 по 16 января 2013. Апостольский нунций в Сингапуре с 13 января 2011 по 13 сентября 2017. Апостольский делегат в Малайзии с 13 января по 18 июля 2011. Апостольский нунций в Малайзии с 18 июля 2011 по 16 января 2013. Апостольский делегат в Брунее с 13 января 2011 по 16 января 2013. Апостольский делегат во Вьетнаме с 13 января 2011 по 13 сентября 2017. Апостольский нунций в Израиле и апостольский делегат в Иерусалиме и Палестине с 13 сентября 2017 по 13 марта 2021. Апостольский нунций на Кипре с 15 сентября 2017 по 13 марта 2021. Апостольский нунций в Индии с 13 марта 2021. Апостольский нунций в Непале с 13 сентября 2021.